# Patiparn Pataweekarn
Patiparn Pataweekarn (Thaí: ปฏิภาณ ปฐวีกานต์, 23 de marzo de 1973, Bangkok), es un cantante y actor de televisión tailandés, además ganador de los premios GMM Grammy.

## Filmografía
Películas
- 1991 Kling Wai Gaun Por Sorn Wai (กลิ้งไว้ก่อนพ่อสอนไว้, Rolling Stone)
- 1992 Sa Daew Haew! (สะแด่วแห้ว, Hero Haew!)
- 1993 Pee Nung Puen Gun Lae Wan Assajan Kaung Pom (ปีหนึ่งเพื่อนกันและวันอัศจรรย์ของผม, My Wonder Year)
- 1994 Ban Tuek Jak Look Poochai (บันทึกจากลูก(ผู้)ชาย)
- 1997 Jakrayan See Daeng (Red Bike Story) (จักรยานสีแดง)

TV Dramas
- 1991 Brotherbood x3 TV Series (3 หนุ่ม 3 มุม), Ch7
- 1998 Poochai Hua Jai Mai Pae (ผู้ชายหัวใจไม่แพ้), TV5
- 2001 Kon 2 Kom (คน 2 คม), TV5
- 2002 Jao Chai Hua Jai Gern Roy (เจ้าชายหัวใจเกินร้อย), Ch7
- 2003 Ruk Harm Promote (รักห้ามโปรโมท, Concealed Love), ITV
- 2004 Ruk Kern Pikad Kaen (รักเกินพิกัดแค้น), Ch7
- 2005 Hua Jai Chocolate (หัวใจช็อกโกแลต, Heart of Chocolate), TV5
- 2006 Duay Rang Hang Ruk (ด้วยแรงแห่งรัก, The Power of Love), Ch7
- 2007 Ubattihet Hua Jai (อุบัติเหตุหัวใจ), TV5
- 2007 Poo Gaung Jow Sa Nay, sitcom (ผู้กองเจ้าเสน่ห์, Enchanting Captain) (currently aired on Ch3)
- 2007 Sang Dao Hang Hua Jai (แสงดาวแห่งหัวใจ), Ch7
- 2008 Kwarm Lub Kaung Superstar (ความลับของซุปเปอร์สตาร์ , Secrets of The Superstar)
- 2009 Sakul Ka (สกุลกา)
- 2010 Planned (To film in March)
- 2013 E-Sa Raweechuangchoti (The Actress) (อีสา รวีช่วงโชติ), TV5

Stage Plays
- 2004 Bangkok 2485 The Musical (บางกอก 2485 เดอะมิวสิคัล)
- 2007 Fah Jarod Sai The Musical (ฟ้าจรดทราย เดอะมิวสิคัล)
- 2009 Lom Hai Jai The Musical (ลมหายใจ เดอะมิวสิคัล)

## Discografía
Álbumes
- 1992　　Mos Ur Hur
- 1994　　Mr.Mos - Mai Ruk Mai Dai Laew
- 1995　　Moving Mos
- 1997　　Mos Maew Moo
- 1998　　Patiparn Party
- 2001　　Mr.Mos Happy Trip...Salad Sabut
- 2002　　Mos Special 11 * Celebration of 11th year career
- 2005　　Mos Patiparn
- 2008　　9 Mos (Nine Mos)

Álbumes especiales
- 1995　　Tee Wang Kaung Tur * various artists collaboration
- 1995　　6-2-12 * various artists collaboration
- 1997　　MOS＆TATA * collaboration with Tata Young
- 2001　　CHEER * various artists collaboration
- 2001　　MOSKAT * collaboration with Katreeya English
- 2003　　A:LIVE　PROJECT01/PROJECT 02
- 2003　　Ruk Harm Promote Drama Original Soundtrack * co-release with Pim of Zaza
- 2004　　Bangkok 2485 The Musical (Vol.1 Cast Recording & Vol.2 Original Songs)
- 2004　　Ruk Kern Pikad Kaen Drama Original Soundtrack
- 2006　　Narongvit Sleepless Society vol. 2 *various artists
- 2007　　Fah Jarod Sai The Musical Original Cast Recording
- 2007　　MOS-ICE-PECK "15 Films" *MV compilation DVD, released in Japan
- 2007　　Hua Jai Sila Drama Original Soundtrack * various artists including Mos' "Poo Gaung Jow Sa Nay" OST.
- 2008　　Pleng Hot Lakorn Hit Vol.2 * various artists including Mos' "Sang Dao Hang Hua Jai" and "Ruk Dai Tae Ruk".

Síngles
- 1997　　Ting Gun Dai Ngai/Piang Puen - MOS＆TATA * collaboration with Tata Young
- 1997　　Happy Birthday - MOS, TATA & NAT * collaboration with Tata Young & Nat Myria Benedetti

Compillación de Álbumes
- 1996　　Double Hits - MOS & AOM (Tied with Aom Sunisa's hits)
- 1997　　HAPPY MOS (Black-covered Hit Compilation)
- 1999　　Mos Patiparn Pataweekarn Karaoke Compilation
- 2000　　THE VERY BEST OF MOS * during studying abroad in LA
- 2003　　VERY MOS
- 2006　　Be My Mos

Conciertos VCD
- 1994　　Mos Peeraga Wara Valentine
- 1994　　Mr.Mos Sensurround Concert
- 1994　　Mr.Mos Eek Suk Tee Gub U.H.T. Kaw Dee Na Puen Concert
- 1995　　Moving Mos - Move Neu Make Concert
- 1995　　Mos In The Drawing Room - Guess Who's Moving
- 1995　　6-2-12 Concert
- 1997　　Mos-Tata & Friends Concert
- 2001　　CHEER Greet Toom Boom Concert
- 2002　　10th Anniversary Mos Concert - Mai Ruk...Kaw Bah Laew
- 2002　　Mahagum Concert (Vol.1 Pop Grammy)
- 2002　　EXACT 10th Anniversary Concert
- 2002　　J Jetrin - Bangkok Show The Return of J Jetrin (Mos as guest)
- 2003　　Pattaya Music Festival 2003 (Vol.1 Pop Rock)
- 2003　　Thailand IP Festival 2003 Highlight (Vol.1)
- 2007　　Sleepless Society vol. 2 Concert
- 2008　　3 Num 3 Mic Concert 2008
- April 2009 U.S.A Tour "Mos Wanted Live Concert"

## Shows en vivo
- 2007.04 3 Num 3 Mum Variety, TV9
- 2008.01 3 Num 3 Mum Tonight, TV5

## Commerciales
- [1990] SUGUS Candy (Pre-debut)
- [1990] FARM HOUSE Bread (Pre-debut)
- [1992] COCA Instant Noodle
- [1993] COCA-COLA (Coke)
- [1995] DUTCH MILL Milk
- [1997] YAMAHA Motorcycle : Tiara Model
- [1998] LAYS Potato chips
- [2001] LOTTE NO TIME Gum
- [2002] DTAC Mobile Phone Network
- [2002] M150 Energy Drink
- [2008] ISUZU DMAX Hi-Lander Gold Series